# Міхрі-хатун
Міхрі-хатун (тур. Mihrî Hatun; бл. 1456, Амасья — бл. 1514, Амасья) — турецька поетеса, «османська Сапфо» (як висловився сходознавець Гаммер-Пургшталь).

## Життєпис
Міхрі-хатун була дочкою кадія Амасьї, що захоплювався складанням віршів. Більшу частину життя Міхрі провела в рідному місті. Входила до літературного гуртка при дворі Ахмеда, сина султана Баязида II. Була молодшою сучасницею іншої турецької поетеси, Зейнеб-хатун. На поезію Міхрі вплинула творчість Іси Неджаті. Вона писала «назіра» (поетичні відповіді) на його вірші, чим він був невдоволений, адже вважав, що жінка не може рівнятися з чоловіком у поезії. Можливо, невдоволення Неджаті пояснювалося й тим, що він отримував від султана менше подарунків, аніж Міхрі.
Окрім турецької мови, Міхрі-хатун знала арабську й перську. Її вірші виказують гарну літературну освіту, водночас вирізняються свіжістю і простотою. У її дивані особливе місце посідають газелі, їх понад 200. Основні теми лірики — любов, свобода почуття. У своїй «Поемі покаяння» Міхрі нібито ставить під сумнів божественну справедливість і мудрість та виступає проти поширеного на той час уявлення про неповноцінність жінки.
Багато її віршів автобіографічні. Поетеса присвячувала їх об'єктам своєї прихильности, наприклад, судді Абдуррахману Муїдзаде та Іскандеру Челебі, синові Сінана-паші, але усі стосунки були платонічні. Як засвідчують її сучасники, Міхрі була прекрасна жінка, мала палку натуру, але залишилася неодруженою, очевидно, з власної волі.
Похована в Амасьї, на кладовищі при духовній школі дервішів свого предка Баби Ільяса, легендарного суфія середини XIII століття.